# Rhithrogena nivata
Rhithrogena nivata is een haft uit de familie Heptageniidae. De wetenschappelijke naam van de soort is voor het eerst geldig gepubliceerd in 1871 door Eaton.
De soort komt voor in het Palearctisch gebied.